# Verklista för Muzio Clementi
Verklista för Muzio Clementi.

## Med opusnummer
- Op. 1, 6 sonater för klaver. Publicerad 1771
- Op. 1a, 5 sonater för klaver (1 till 5) och 1 duett för två klaverinstrument (6)
- Op. 2, 3 sonater för klaver och flöjt/violin (1, 3 och 5) och 3 sonater för klaver (2, 4 och 6), publicerad 1779
- Op. 3, 3 duetter för klaver i fyra händer (1 till 3) och 3 sonater för klaver och flöjt/violin (4 till 6)
- Op. 4, 6 sonater för klaver och violin/flöjt
- Op. 5, 3 fugor för klaver (1 till 3) och 3 sonater för klaver och violin (4 till 6)
- Op. 6, 3 fugor för klaver instrument (1 till 3), 2 sonater för klaver och violin (4 och 5) och 1 duett för klaver i fyra händer (6)
- Op. 7, 3 sonater för klaver
- Op. 8, 3 sonater för klaver
- Op. 9, 3 sonater för klaver, cirka 1782; publicerad i Wien av Artaria
- Op. 10, 3 sonater för klaver, cirka 1782; publicerad i Wien av Artaria
- Op. 11, Nr 1, sonat i Ess-dur; Nr 2, Toccata i Bb-dur för klaver, 1782
- Op. 12, 4 sonater för piano (1 till 4) och 1 duett för två pianon (5) cirka 1782; Nr 1 3:e satsen: Variationer av 'Je suis Lindo'
- Op. 13, 3 sonater för klaver och violin/flöjt (1 till 3) och 3 sonater för piano (4 till 6)
- Op. 14, 3 duetter för fyrhändigt piano
- Op. 15, 3 sonater för piano och violin
- Op. 16, La Chasse för klaver
- Op. 17, Capriccio för klaver
- Op. 18, 2 symfonier för orkester (Nr 1 i Bb-dur; Nr 2 i D-dur)
- Op. 19, Musical Characteristics för klaver
- Op. 20, Sonat för klaver
- Op. 21, 3 sonater för klaver, flöjt och violoncell
- Op. 22, 3 sonater för klaver, flöjt/violin och violoncell
- Op. 23, 3 sonater för klaver
- Op. 24, 2 sonater för klaver, före 1781; registrerad 23 juli 1788
- Op. 25, 6 sonater för piano
- Op. 26, sonat för klaver
- Op. 27, 3 sonater för klaver, violin och violoncell
- Op. 28, 3 sonater för klaver, violin och violoncell
- Op. 29, 3 sonater för klaver, violin/flöjt och violoncell
- Op. 30, Sonat för klaver och violin
- Op. 31, Sonat för klaver och flöjt
- Op. 32, 3 sonater för piano med flöjt och violoncell
- Op. 33, 3 sonater för piano
- Op. 34, 2 sonater för piano och 2 Capriccio för piano
- Op. 35, 3 sonater för piano med violin och violoncell
- Op. 36, 6 sonatiner för piano
- Op. 37, 3 sonater för piano
- Op. 38, 3 Sonatiner för piano
- Op. 39, 12 valser för piano, triangel och tamburin
- Op. 40, 3 sonater för piano
- Op. 41, Sonat för klaver
- Op. 42, En introduktion till ”Gradus ad Parnassum” (publicerad 1801)
- Op. 43, Appendix till introduktion till ”Gradus ad Parnassum” (publicerad 1820-1821)
- Op. 44, Gradus ad Parnassum (publicerad 1817, 1819, 1826)
- Op. 45, Sonat för piano
- Op. 46, Sonat för piano
- Op. 47, 2 Capriccion för piano
- Op. 48, Fantasi med variationer för piano
- Op. 49, 12 Monferrinas för piano
- Op. 50, 3 sonater för piano

## Utan opusnummer
- WoO 1, Stycke för klaver
- WoO 2, Stycke för klaver
- WoO 3, Stycke för klaver
- WoO 4, 2 Canzonetter för sopran och klaver
- WoO 5, Stycke för klaver
- WoO 6, Sonat för piano, flöjt och violoncell
- WoO 7, Praktisk harmoni för orgel/piano
- WoO 8, Stycke för klaver
- WoO 9, Melodier från olika nationer för en stämma och piano
- WoO 10, Stycke för klaver
- WoO 11, Stycke för klaver
- WoO 12, Pianokonsert (i C-dur)
- WoO 13, Stycke för klaver, 1765
- WoO 14, Stycke för klaver
- WoO 15, Stycke för klaver
- WoO 16, Stycke för klaver
- WoO 17, Stycke för klaver
- WoO 18, Stycke för klaver
- WoO 19, Stycke för klaver
- WoO 20, Stycke för klaver
- WoO 21, Stycke för klaver
- WoO 22, Stycke för klaver
- WoO 23, Stycke för klaver
- WoO 24, Stycke för fyrhändigt piano
- WoO 25, Stycke för fyrhändigt piano
- WoO 26, Stycke för fyrhändigt piano
- WoO 27, Stycke för fyrhändigt piano
- WoO 28, Stycke för fyrhändigt piano
- WoO 29, Kanon i tre delar för två violiner och viola
- WoO 30, Nonett för flöjt, oboe, klarinett, fagott, horn, violin, viola, violoncell och kontrabas
- WoO 31, Nonett för flöjt, oboe, klarinett, fagott, horn, violin, viola, violoncell och kontrabas
- WoO 32, Symfoni för orkester (Nr 1 i C-dur)
- WoO 33, Symfoni för orkester (Nr 2 i D-dur)
- WoO 34, Symfoni för orkester (Nr 3 i G-dur) "Den stora nationalsymfonin" för orkester
- WoO 35, Symfoni för orkester (Nr 4 i D-dur)
- WoO 36, Apertura (2 Ouvertyrer) (Nr 1 i C-dur; Nr 2 i D-dur) Pastoral för orkester